# Desa Ciburuy (administrativ by i Indonesien, Banten)
Desa Ciburuy är en administrativ by i Indonesien.   Den ligger i provinsen Banten, i den västra delen av landet, 50 km sydväst om huvudstaden Jakarta.